# Lapanouse-de-Cernon
Lapanouse-de-Cernon este o comună în departamentul Aveyron din sudul Franței. În 1 ianuarie 2022 avea o populație de 121 de locuitori.